# Stizocera caymanensis
Stizocera caymanensis är en skalbaggsart som beskrevs av Fisher 1941. Stizocera caymanensis ingår i släktet Stizocera och familjen långhorningar. Inga underarter finns listade i Catalogue of Life.